# Bismarckturm

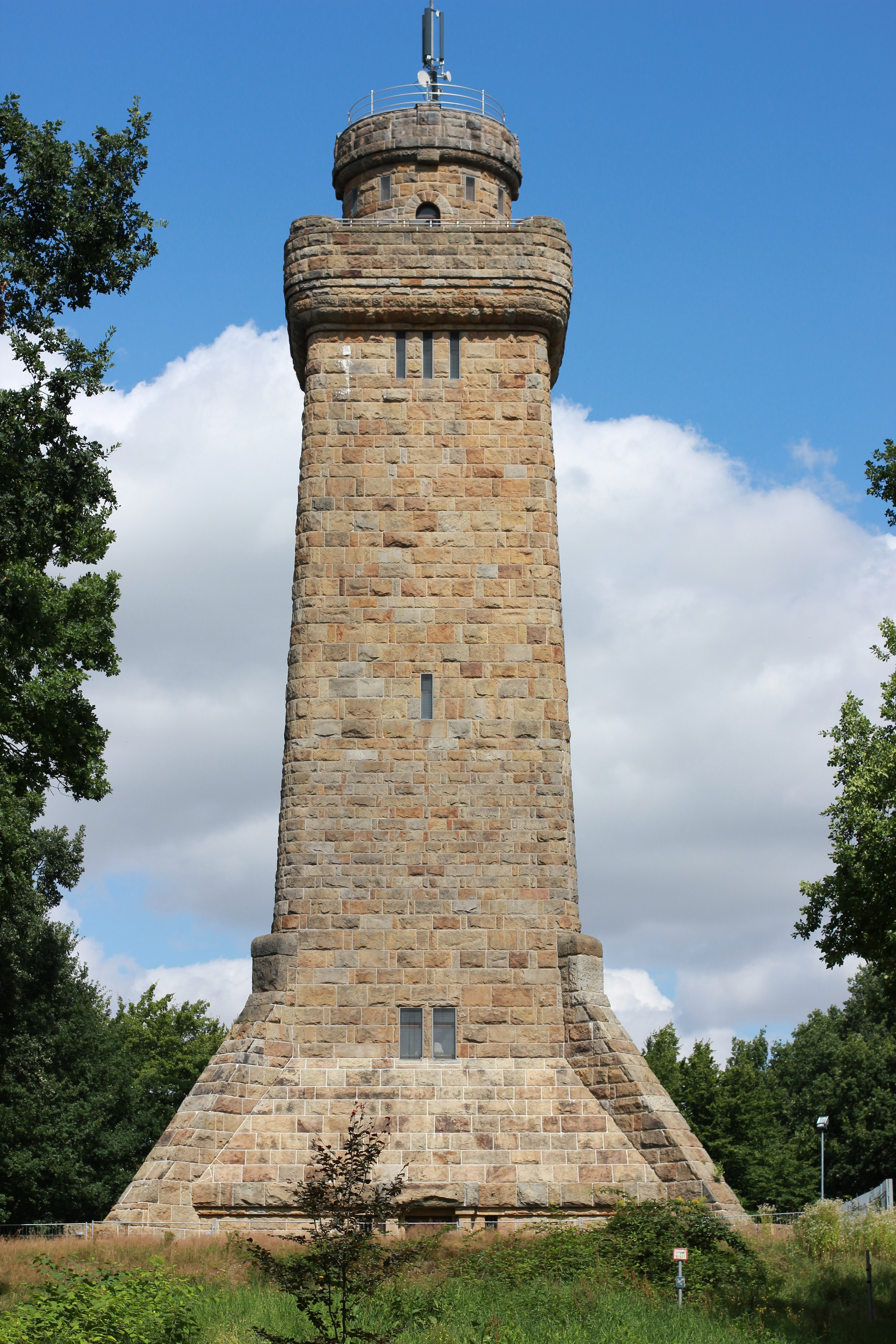
Bismarckturm in Glauchau (2015)

Als Bismarckturm bezeichnet man Bismarckdenkmäler, die in Form eines Turms errichtet wurden. Die überwiegende Mehrheit dieser Türme wurde zwischen Otto von Bismarcks Tod 1898 und seinem 100. Geburtstag im Jahr 1915 errichtet. Einige Bismarcktürme wurden nicht als solche geplant und gebaut, sondern erst später umgewidmet.

## Entstehung

### Beginn der Bismarck-Verehrung ab den späten 1860er Jahren

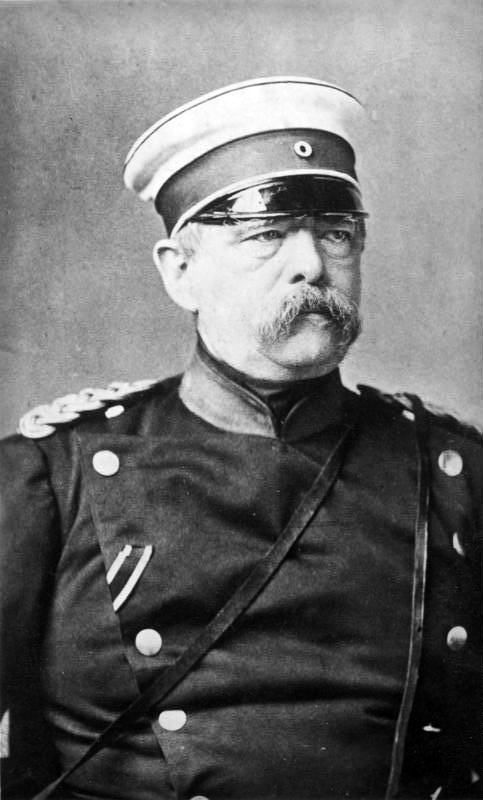
Otto von Bismarck

Zahlreiche, meist private Initiativen, verfolgten ab der Reichsgründung 1871 das Ziel, Bismarcktürme zu errichten. Im Jahre 1885 feierte Otto von Bismarck den 70. Geburtstag. Nach seiner Entlassung 1890 als Reichskanzler setzte im Deutschen Kaiserreich eine beispiellose Bismarck-Verehrung ein, die sich nach dem Tod des Altkanzlers 1898 noch verstärkte.
Der erste Turm zu Ehren Bismarcks wurde ab 1863 geplant und 1869 fertiggestellt. Ein privater Bauherr errichtete ihn in Ober Johnsdorf in Niederschlesien. Bis 1898 wurden vereinzelt weitere Türme errichtet, die später als Bismarckturm bezeichnet wurden; es ist jedoch nicht erwiesen, dass diese von Anbeginn an Bismarck gewidmet waren.

### Konzept der Feuersäulen, Serien-ModellGötterdämmerung
An Fahrt gewann die Bismarckturmbewegung nach Bismarcks Tod am 30. Juli 1898, als die Deutsche Studentenschaft sich für eine Kette von in einheitlicher Architektur gestalteten, als „Bismarcksäulen“ bezeichnete Bismarckdenkmale einsetzte. Auf der Spitze dieser Säulen sollte eine Feuerschale angebracht werden, die an bestimmten Tagen zu Ehren des ehemaligen Reichskanzlers – gleich einem Netzwerk in ganz Deutschland – brennen sollten, um so eine Feuerkette durch das ganze Reich zu erzeugen:

„Von der Spitze der Säulen sollen aus ehernen Feuerbehältern Flammen weithin durch die Nacht leuchten, von Berg zu Berg sollen die Feuer mächtiger Scheiterhaufen grüßen, deutschen Dank sollen sie künden, das Höchste, Reinste, Edelste, was in uns wohnt, sollen sie offenbaren, heiße innige Liebe Vaterlandsliebe, deutsche Treue bis in den Tod.“

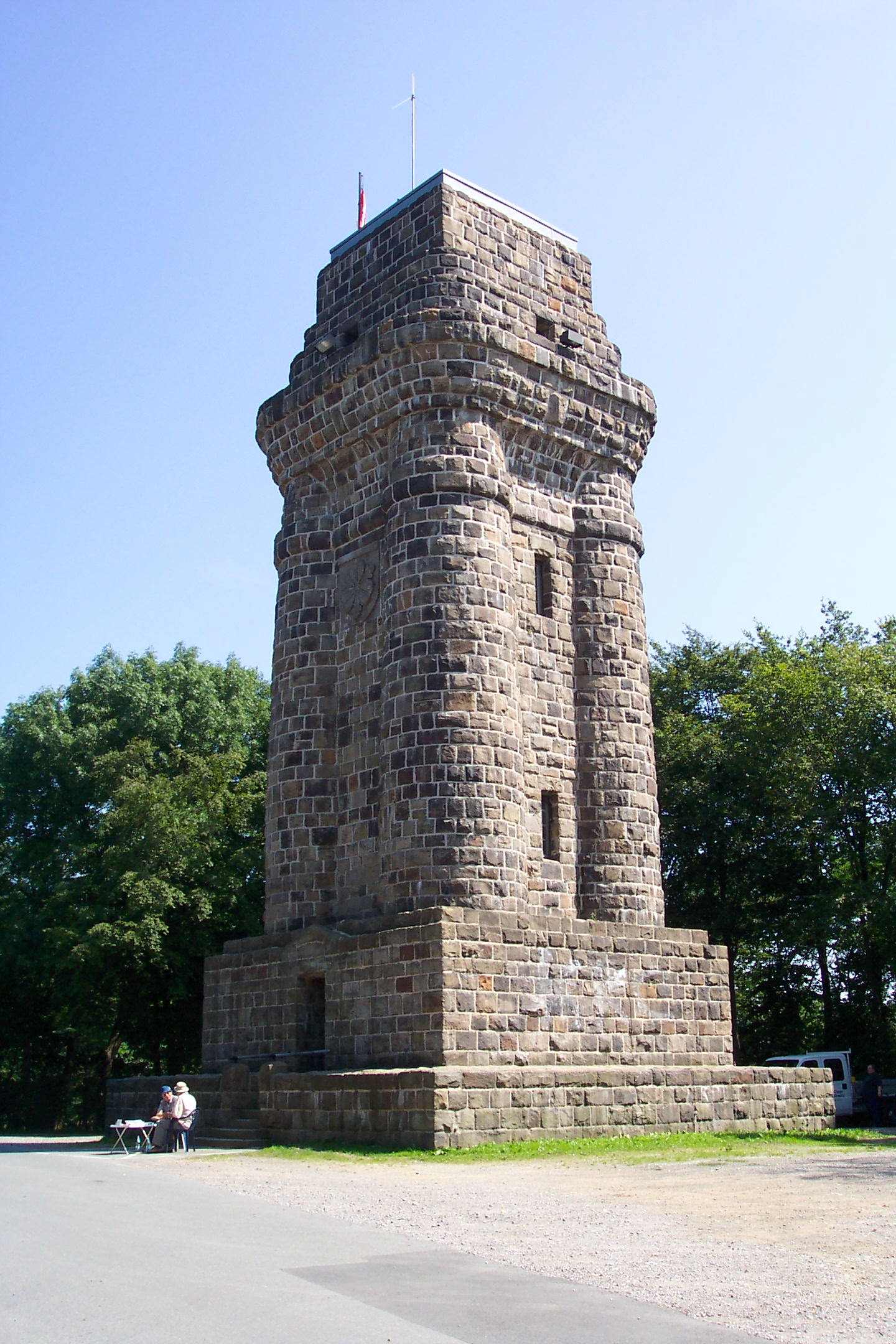
Bismarckturm vom Typ Götterdämmerung (2005)

Der erste dieser Türme entstand bereits im Frühjahr 1899 in Rudolstadt.
Im April 1899 gewann der Architekt Wilhelm Kreis den Wettbewerb der Deutschen Studentenschaft durch seinen grundlegenden Musterentwurf „Götterdämmerung“ in Form einer wuchtigen, innen besteigbaren Feuersäule. Es wurde ein Turm-Modell geschaffen, das für eine deutschlandweite „Serienproduktion“ gedacht war. Auf dessen Grundlage wurden bis 1911 47 Bismarcktürme errichtet – oft mit Modifikationen. Er kommt damit einem Typenbau nahe.
Viele der gebauten Türme folgten jedoch aufgrund lokaler Präferenzen einem davon unabhängigen individuellen Entwurf. So entstanden neben Steintürmen auch solche in Holzbauweise wie im ostpreußischen Elbing 1904.
Auf 167 der insgesamt 240 errichteten Bismarcktürme wurden tatsächlich Befeuerungsvorrichtungen für unterschiedliche Brennstoffe angebracht. Da man sich nicht auf einen gemeinsamen Tag der Befeuerung einigen konnte (Bismarcks Geburtstag am 1. April lag in den Semesterferien) und zudem aufgrund sehr ungleicher geographischer Verteilung große Lücken im Netzwerk klafften, setzte sich die Feuerketten-Idee nicht durch.

### Hintergrund der Bismarckverehrung

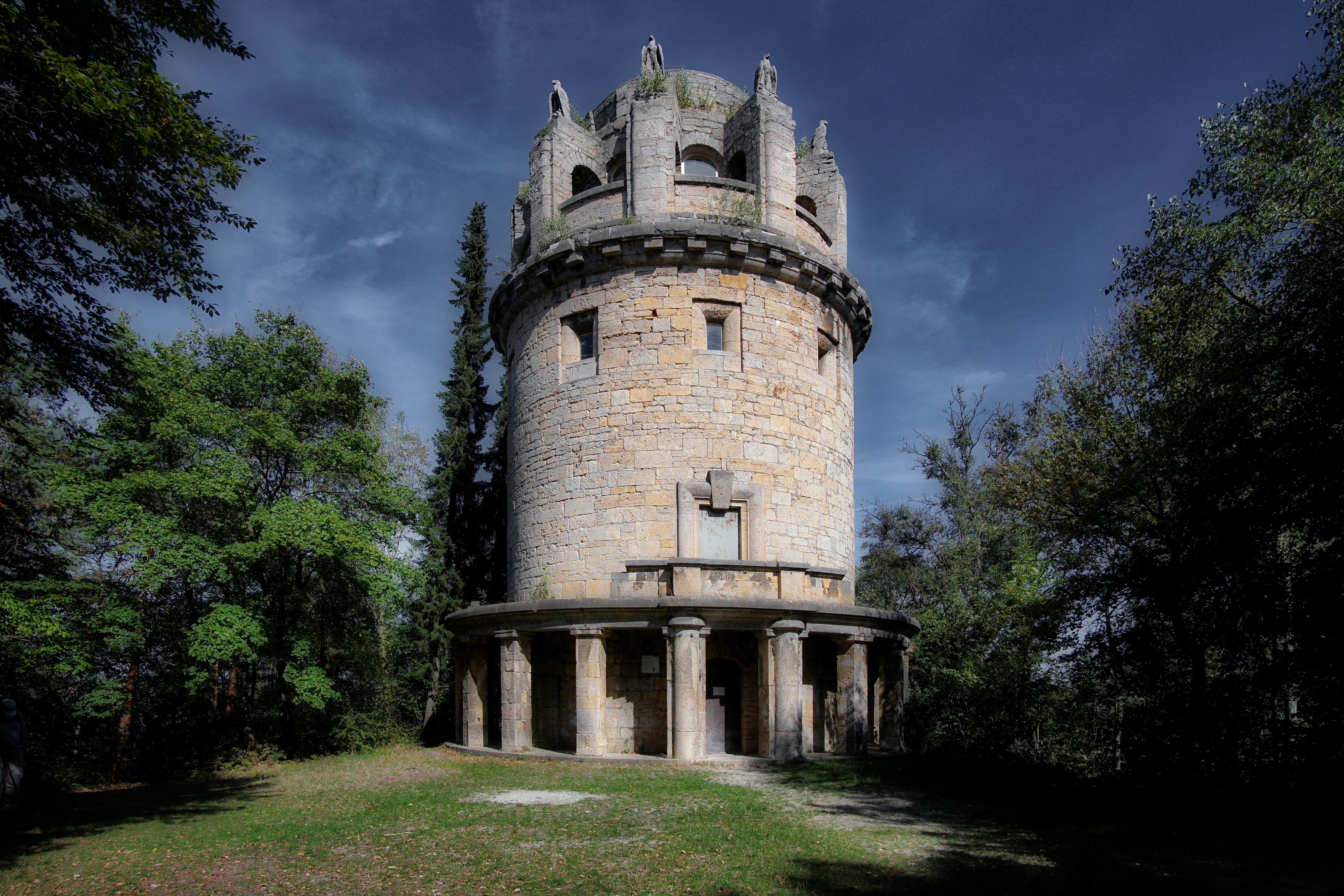
Bismarckturm Jena, Architekt Wilhelm Kreis (2018)

Das nationalkonservative bürgerliche Lager griff das Konzept der Bismarcktürme auf. Die als Trutzburgen angelegten Bauten symbolisierten keinen optimistischen Blick in die Zukunft angesichts der erreichten Einheit und der kolonialen Erfolge mehr, sondern die Abwehrhaltung des Bürgertums vor den nachdrängenden sozialen Schichten, die das politische System des Kaiserreiches radikal in Frage stellten. Sie war Ausdruck einer aggressiven nationalen Bewegung, von der die Sozialdemokratie ausgeschlossen war. So lehnte die sozialdemokratische Zeitung Freie Presse die Erhebung Bismarcks zum Nationalgötzen ab. Sie war insofern eine partielle Volksbewegung, da sie sich klar von den Initiativen für Kaiserdenkmäler unterschied, welche mehr aus der traditionellen Elite der preußischen Verwaltungsbeamten bestand. Die Bismarckdenkmäler wurden hingegen von kleinbürgerlichen Angestellten, Handwerkern, kleinen Fabrikanten und kleineren Beamten gestiftet. Die dort praktizierten Rituale waren Teil der völkisch-nationalen Festivalkultur.
Finanziert wurden die Bismarcktürme meist durch Spenden (vor allem aus dem Bürgertum). Als Baumaterial sollte jeweils Gestein der näheren Umgebung (zum Beispiel Granit oder Sandstein) verwendet werden. Von den ursprünglich geplanten 410 Bismarcktürmen wurden letztlich 240 verwirklicht, zahlreiche davon auch im Ausland einschließlich Übersee (Frankreich, Tschechien, Polen, Russland, Österreich, Kamerun, Tansania, Chile, Dänemark und Papua-Neuguinea). Häufig scheiterten Projekte an der Finanzierung oder lokalen politischen Widerständen sowie am 1914 einsetzenden Ersten Weltkrieg. Zu Bismarcks 100. Geburtstag im April 1915 wurden noch ca. 10 Bismarcktürme errichtet; danach wurden (mit Ausnahme des Bismarckturms Concepción in Chile) keine neuen Projekte mehr umgesetzt.

### Weimarer Republik und Zeit des Nationalsozialismus
In der Weimarer Republik wurde der Bismarckkult vor allem von der antirepublikanischen Rechten zelebriert. Neue Bismarcktürme wurden nicht mehr errichtet; es wurden lediglich sehr wenige, bereits vor dem Ersten Weltkrieg begonnene Bauten zu Ende geführt. Der letzte offiziell eingeweihte Bismarckturm war 1934 der Bismarckturm Delecke nahe Möhnesee.
Während der Zeit des Nationalsozialismus wurden die Bismarcktürme gelegentlich als Kultstätten und für Aufmärsche benutzt. Allerdings reaktivierte das NS-Regime den Bismarckkult nicht, aus Angst vor Konkurrenz zum Führerkult. Dennoch wurde 1938 das ostpreußische Dorf Kallnen in Bismarckhöh umbenannt.
An einigen Bismarcktürmen oder Bismarcksäulen (darunter an der Bismarcksäule in Hannover und an der Bismarcksäule in Dresden-Räcknitz) fanden am 10. Mai 1933 Bücherverbrennungen statt. NSDAP, Hitlerjugend, Körperschaften der SA und der Deutschen Studentenschaft hatten sie geplant und inszeniert.

## Heutige Verbreitung und Nutzung
Von den ursprünglich ca. 240 Bismarcktürmen und -säulen stehen auf den heutigen Gebieten von Deutschland, Frankreich, Tschechien, Polen, Russland, Österreich, Kamerun, Tansania und Chile noch 173 Bauwerke. Weitere 66 dieser Bauwerke, u. a. auf dem heutigen Gebiet von Dänemark und Papua-Neuguinea, existieren nicht mehr. In Deutschland sind noch 146 von ehemals 184 Türmen erhalten.
Entsprechend der nach dem Zweiten Weltkrieg verblassenden Verehrung Bismarcks haben die Türme heute ihre Bedeutung als Personendenkmal weitgehend verloren; sie dienen stattdessen als touristische Landmarken oder kulturhistorische Denkmäler.
Ursprünglich gab es rund 300 Bismarck-Vereine und rund 700 Bismarck-Denkmäler, zu denen auch die Bismarcktürme gezählt wurden.